# Аеродром Москва-Внуково
Аеродром Москва-Внуково (рус. Аэропорт Москва-Внуково) је међународни аеродром близу истоименог насеља града Москве. То је трећа по промету ваздушна лука града Москве и целе Русије. Внуково је од средишта града удаљено 28 километара југозападно. Заједно са још четири аеродрома (Шереметјево, Домодедово и Жуковски), чини ваздушно чвориште главног града Русије.
Внуковски аеродром је 2018. године забележио преко 21 милион путника. По овоме аеродром припада скупу од 30 најпрометнијих аеродрома Европе.
На аеродрому се налази седиште авио-компанија „Азурер”, „Газпромавија”, „И-Флај”, „Победа”, „Росија Ерланјс”, „Руслајн” и „Јутер”.

## Историјат
Аеродром Внуково је први међународни аеродром отворен у Москви. Отворен је 1. јула 1941, као наследник старијег аеродрома Ходинско поље.

## Авио-компаније и дестинације
Следеће авио-компаније користе Аеродром Внуково (од априла 2008):

### Терминал 1
- Аерофлот
  - Аерофлот Дон (Грозни, Ростов)
- Аланиа ерлајнс (Владикавказ)
- Алроса Мирни ер предузеће (Мирни, Полјарњ)
- Атлант-Сојуз (Баиконур, Новокузнецк, Пардубице, Перм, Сочи)
- Владивосток авија (Абакан, Владивосток, Кемерово, Краснодар, Сочи)
- Волга-Дњепар ерлајнс (Уљановск)
- Вологда авијација предузеће (Вологда)
- Газпромавија (Белгород, Белојарски, Надим, Нови Уренгој, Санкт Петербург, Советски, Сочи)
- Дагестан ерлајнс (Грозни, Махачкала, Назран)
- Елбрус-Авија (Налчик)
- Јакутија ерлајнс (Јакутск, Краснодар, Сочи)
- Кавминводјавија (Агадир, Минералније Води, Ставропол, Сургут)
- Киров ер предузеће (Киров)
- Кубан ерлајнс (Анапа, Калињинград, Краснодар, Сочи)
- Оренбург (Чебоксари, Оренбург)
- Росија (Анапа, Кос, Надим, Нови Уренгои, Омск, Петрозаводск, Псков, Санкт Петербург, Сочи)
- РусЛајн (Актобе, Елиста, Курган, Санкт Петербург)
- Саравија (Псков)
- Северстал ер компанија (Череповец)
- Скај експрес (Екатеринбург, Казан, Калињинград, Мурманск, Ростов-на-Дону, Санкт Петербург, Сочи, Тјумен)
- УТер (Анапа, Белгород, Казан, Калињинград, Курск, Магнитогорскм Нижневартовск, Нижни Новгород, Нојабрск, Њаган, Самара, Санкт Петербург, Сиктјвкар, Советски, Сочи, Сургут, Тјумен, Усинск, Уфа, Ухта, Ханти-Манијск)

### Терминал 2
- Аеродрот-Дон (Истанбул-Ататурк)
- Армавија (Јереван)
- Атлант-Сојуз (Анталија, Барселона, Брно, Монастир, Солун, Тиват, Хургада, Шарл ел Шеих)
- Владивосток ер (Истанбул-Ататурк)
- Газпромавиа (Београд, Нукус, Тиват)
- Дагестан ерлајнс (Истанбул-Ататурк)
- Иљч-Авија (Мариупол)
- Јакутија ерлајнс (Римини)
- Кавминводјавија (Анталија, Шарм ел Шеих)
- Мотор сич ерлајнс (Запорожје)
- Ред вингс (Истанбул-Ататурк)
- Росија (Болоња, Тел Авив)
- УТер (Доњетск, Луханск, Лавов, Нахичеван, Николаев, Симферепољ, Харков)
- Џерманвингс (Берлин-Шенефелд, Келн/Бон, Штутгарт)